# Ad caeli Reginam
Ad caeli Reginam (À Rainha dos Céus) é uma encíclica do Papa Pio XII, de 11 de outubro de 1954, sobre a Realeza de Maria e a instituição de sua festa.

## A Tradição
Nesta encíclica o Sumo Pontífice recorda os documentos antigos da Igreja que expressam a dignidade régia de Maria. Recorda as palavras do Arcanjo Gabriel e as de sua prima Isabel, que se inclinou diante dela e a saudou como "Mãe do meu Senhor". 
Lembra ainda Santo Efrém, no Hino de B. Maria, São Gregório Nazianzeno que a chama de "Mãe do Rei de todo o universo", "Mãe virgem, que deu à luz o Rei do todo o mundo". Cita ainda São Jerônimo, Santo Epifânio, e Santo André Cretense que diz: Rainha de todo o gênero humano, porque, fiel à significação do seu nome, se encontra acima de tudo quanto não é Deus.
Menciona no mesmo sentido São Germano, Santo Ildefonso de Toledo e São João Damasceno que a proclama rainha, protetora e senhora de todas as criaturas. São Martinho I, Papa do século VII, chamou de "gloriosa Senhora nossa, sempre virgem", e recorda ainda os escritos de Santo Agatão e do Papa Gregório II.

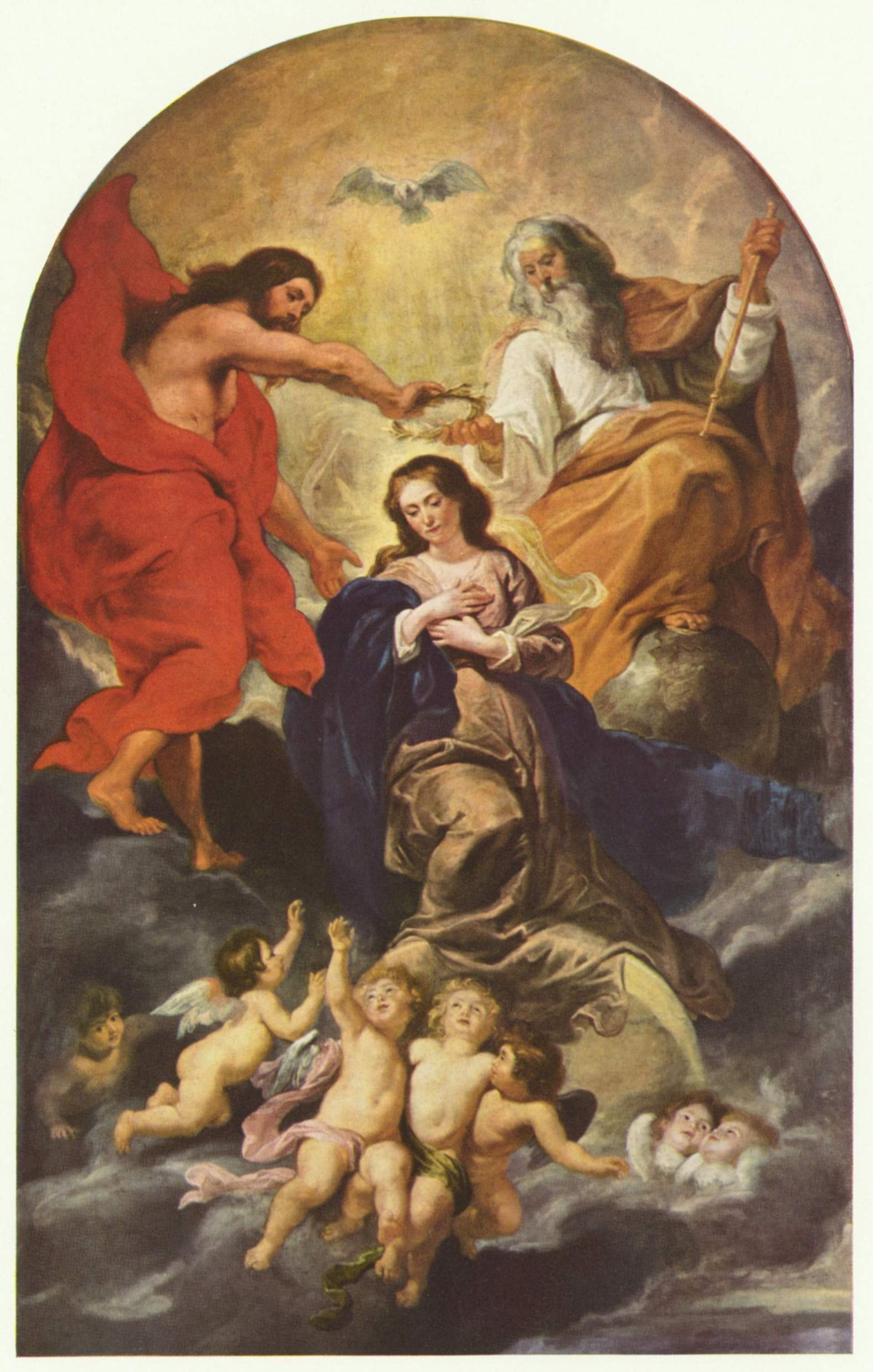
A Coração da Virgem Maria pela Santíssima Trindade, por Rubens

Pio XII cita o Papa Sisto IV que na Carta Apostólica Cum paeexcelsa a chama de rainha e o Papa Bento XIV no mesmo sentido na Carta Apostólica Gloriosae Dominae. E diz: Santo Afonso de Ligório, tendo presente todos os testemunhos dos séculos precedentes, pôde escrever com a maior devoção: "Porque a virgem Maria foi elevada até ser Mãe do Rei dos reis, com justa razão a distingue a Igreja com o título de Rainha"

## Liturgia e Arte
O Papa recorda nesta parte que a liturgia antiga, desde os Padres da Igreja tanto no oriente como ocidente, sempre "cantou as glórias de Maria". Menciona a liturgia dos armênios, a liturgia bizantina, o Missal Etíope, o Breviário Romano e o "hino ad Laudes" da Festa da Assunção. A arte cristã desde o Concílio de Éfeso representa Maria como rainha e imperatriz.

## Teologia
O principal argumento em que se funda a dignidade régia de Maria, afirma, é sem dúvida a maternidade divina. Segundo certa analogia, pode-se afirmar, diz, também que a bem-aventurada virgem Maria é rainha, não só porque é Mãe de Deus mas ainda porque, como nova Eva, foi associada ao novo Adão.
Afirma citando S. João Damasceno, S. Germano e São Sofrónio que é infinita a diferença entre os servos de Deus e a sua Mãe. A teologia se apoia ainda no Papa Pio IX, na Ineffabilis Deus, em Leão XIII na encíclica Adiutricem populi em que é dito que foi concedido à virgem Maria um poder "quase ilimitado" e, em Pio X que na encíclica Ad diem illum acrescenta que Maria desempenha missão de rainha "como por direito materno".
Conclui pedindo que Maria interceda pelos perseguidos por causa da religião, a que chama de "Igreja do silêncio" e que a instituição da festa de "Maria, Rainha e Medianeira da paz" poderá contribuir para que se conserve, consolide e torne perene a paz dos povos.